# Halowe Mistrzostwa Europy w Lekkoatletyce 2007
Halowe Mistrzostwa Europy w Lekkoatletyce 2007 rozegrane zostały w dniach 2–4 marca 2007 roku w brytyjskim mieście Birmingham, w hali National Indoor Arena

## Klasyfikacja medalowa
| Pozycja | Państwo         | Złoto | Srebro | Brąz | Razem |
| ------- | --------------- | ----- | ------ | ---- | ----- |
| 1.      | Wielka Brytania | 4     | 3      | 3    | 10    |
| 2.      | Włochy          | 3     | 1      | 2    | 6     |
| 3.      | Szwecja         | 3     | 1      | 0    | 4     |
| 4.      | Rosja           | 2     | 9      | 4    | 15    |
| 5.      | Hiszpania       | 2     | 4      | 4    | 10    |
| 6.      | Holandia        | 2     | 1      | 1    | 4     |
| 7.      | Polska          | 2     | 0      | 3    | 5     |
| 8.      | Belgia          | 2     | 0      | 0    | 2     |
| 9.      | Białoruś        | 1     | 2      | 1    | 4     |
| 10.     | Niemcy          | 1     | 1      | 2    | 4     |
| 11.     | Czechy          | 1     | 0      | 1    | 2     |
| 12.     | Irlandia        | 1     | 0      | 0    | 1     |
| 12.     | Portugalia      | 1     | 0      | 0    | 1     |
| 12.     | Słowacja        | 1     | 0      | 0    | 1     |
| 15.     | Ukraina         | 0     | 2      | 0    | 2     |
| 16.     | Francja         | 0     | 1      | 3    | 4     |
| 17.     | Grecja          | 0     | 1      | 0    | 1     |
| 18.     | Dania           | 0     | 0      | 1    | 1     |
| 18.     | Słowenia        | 0     | 0      | 1    | 1     |

## Wyniki zawodów

### Mężczyźni

#### Konkurencje biegowe
| Konkurencja        | Złoto                                                                        | Złoto    | Srebro                                                                         | Srebro  | Brąz                                                                       | Brąz    |
| ------------------ | ---------------------------------------------------------------------------- | -------- | ------------------------------------------------------------------------------ | ------- | -------------------------------------------------------------------------- | ------- |
| 60 m               | Jason Gardener · Wielka Brytania                                             | 6,51     | Craig Pickering · Wielka Brytania                                              | 6,59    | Ronald Pognon · Francja                                                    | 6,60    |
| 400 m              | David Gillick · Irlandia                                                     | 45,52 NR | Bastian Swillims · Niemcy                                                      | 45,62   | Robert Tobin · Wielka Brytania                                             | 46,15   |
| 800 m              | Arnoud Okken · Holandia                                                      | 1:47,92  | Miguel Quesada · Hiszpania                                                     | 1:47,96 | Maurizio Bobbato · Włochy                                                  | 1:48,71 |
| 1500 m             | Juan Carlos Higuero · Hiszpania                                              | 3:44,41  | Sergio Gallardo · Hiszpania                                                    | 3:44,51 | Arturo Casado · Hiszpania                                                  | 3:44,73 |
| 3000 m             | Cosimo Caliandro · Włochy                                                    | 8:02,44  | Bouabdellah Tahri · Francja                                                    | 8:02,85 | Jesús España · Hiszpania                                                   | 8:02,91 |
| 60 m ppł           | Gregory Sedoc · Holandia                                                     | 7,63     | Marcel van der Westen · Holandia                                               | 7,64    | Jackson Quiñónez · Hiszpania                                               | 7,65    |
| sztafeta 4 × 400 m | Wielka Brytania · Robert Tobin · Dale Garland · Philip Taylor · Steven Green | 3:07,04  | Rosja · Iwan Buzolin · Władysław Frołow · Maksim Dyłdin · Artiom Siergiejenkow | 3:08,10 | Polska · Piotr Kędzia · Marcin Marciniszyn · Łukasz Pryga · Piotr Klimczak | 3:08,14 |

#### Konkurencje techniczne
| Konkurencja    | Złoto                            | Złoto   | Srebro                           | Srebro   | Brąz                             | Brąz  |
| -------------- | -------------------------------- | ------- | -------------------------------- | -------- | -------------------------------- | ----- |
| skok wzwyż     | Stefan Holm · Szwecja            | 2,34    | Linus Thörnblad · Szwecja        | 2,32     | Martyn Bernard · Wielka Brytania | 2,29  |
| skok o tyczce  | Danny Ecker · Niemcy             | 5,71    | Denys Jurczenko · Ukraina        | 5,71     | Björn Otto · Niemcy              | 5,71  |
| skok w dal     | Andrew Howe · Włochy             | 8,30 NR | Luis Tsatumas · Grecja           | 8,02     | Salim Sdiri · Francja            | 8,00  |
| trójskok       | Phillips Idowu · Wielka Brytania | 17,56   | Nathan Douglas · Wielka Brytania | 17,47    | Aleksandr Siergiejew · Rosja     | 17,15 |
| pchnięcie kulą | Mikuláš Konopka · Słowacja       | 21,57   | Pawieł Łyżyn · Białoruś          | 20,82 NR | Joachim Olsen · Dania            | 20,55 |
| siedmiobój     | Roman Šebrle · Czechy            | 6196    | Aleksandr Pogoriełow · Rosja     | 6127     | Andrej Krauczanka · Białoruś     | 6090  |

### Kobiety

#### Konkurencje biegowe
| Konkurencja        | Złoto                                                                               | Złoto      | Srebro                                                                        | Srebro  | Brąz                                                                    | Brąz       |
| ------------------ | ----------------------------------------------------------------------------------- | ---------- | ----------------------------------------------------------------------------- | ------- | ----------------------------------------------------------------------- | ---------- |
| 60 m               | Kim Gevaert · Belgia                                                                | 7,12       | Jewgienija Polakowa · Rosja                                                   | 7,18    | Daria Onyśko · Polska                                                   | 7,20       |
| 400 m              | Nicola Sanders · Wielka Brytania                                                    | 50,02      | Iłona Usowicz · Białoruś                                                      | 51,00   | Olesia Zykina · Rosja                                                   | 51,69      |
| 800 m              | Oksana Zbrożek · Rosja                                                              | 1:59,23    | Tetiana Petluk · Ukraina                                                      | 1:59,84 | Jolanda Čeplak · Słowenia                                               | 2:00,00    |
| 1500 m             | Lidia Chojecka · Polska                                                             | 4:05,13    | Natalia Panteliewa · Rosja                                                    | 4:06,04 | Olesia Czumakowa · Rosja                                                | 4:06,48    |
| 3000 m             | Lidia Chojecka · Polska                                                             | 8:43,25    | Marta Domínguez · Hiszpania                                                   | 8:44,40 | Silvia Weissteiner · Włochy                                             | 8:44,81    |
| 60 m ppł           | Susanna Kallur · Szwecja                                                            | 7,87       | Aleksandra Antonowa · Rosja                                                   | 7,94    | Kirsten Bolm · Niemcy                                                   | 7,97       |
| sztafeta 4 × 400 m | Białoruś · Juliana Juszczanka · irina Chlustowa · Swietłana Usowicz · Iłona Usowicz | 3:27,83 CR | Rosja · Olesia Zykina · Natalja Iwanowa · Żanna Kaszczejewa · Natalja Antiuch | 3:28,16 | Wielka Brytania · Emma Duck · Nicola Sanders · Kim Wall · Lee McConnell | 3:28,69 NR |

#### Konkurencje techniczne
| Konkurencja    | Złoto                          | Złoto    | Srebro                            | Srebro  | Brąz                           | Brąz     |
| -------------- | ------------------------------ | -------- | --------------------------------- | ------- | ------------------------------ | -------- |
| skok wzwyż     | Tia Hellebaut · Belgia         | 2,05 CR  | Antonietta Di Martino · Włochy    | 1,96    | Ruth Beitia · Hiszpania        | 1,96     |
| skok o tyczce  | Swietłana Fieofanowa · Rosja   | 4,76     | Julija Gołubczikowa · Rosja       | 4,71    | Anna Rogowska · Polska         | 4,66     |
| skok w dal     | Naide Gomes · Portugalia       | 6,89 NR  | Concepción Montaner · Hiszpania   | 6,69    | Denisa Ščerbová · Czechy       | 6,64 NR  |
| trójskok       | Carlota Castrejana · Hiszpania | 14,64 CR | Olesia Bufałowa · Rosja           | 14,50   | Teresa Nzola Meso Ba · Francja | 14,49 NR |
| pchnięcie kulą | Assunta Legnante · Włochy      | 18,92    | Irina Chudoroszkina · Rosja       | 18,50   | Olga Riabinkina · Rosja        | 18,16    |
| pięciobój      | Carolina Klüft · Szwecja       | 4944     | Kelly Sotherton · Wielka Brytania | 4927 NR | Karin Ruckstuhl · Holandia     | 4801 NR  |

## Występy Polaków
- Osobny artykuł: Polska na Halowych Mistrzostwach Europy w Lekkoatletyce 2007.